# Andrzej Brzeski (aktor)
Andrzej Brzeski (ur. 14 listopada 1949 w Warszawie, zm. 29 czerwca 2018 tamże) – polski aktor teatralny i filmowy, autor, kompozytor i wykonawca poezji śpiewanej.

## Życiorys

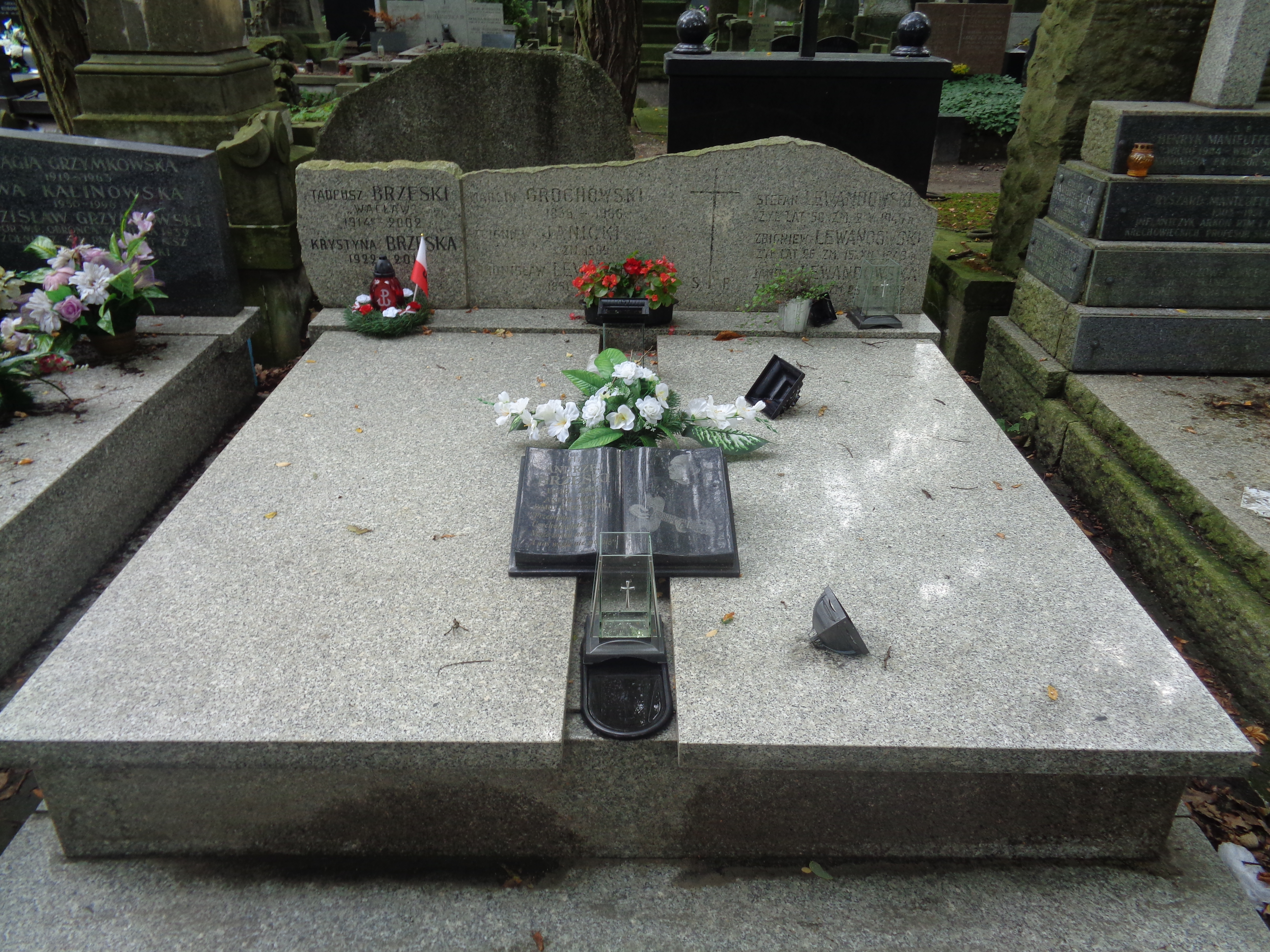
Grób Andrzeja Brzeskiego na cmentarzu Powązkowskim w Warszawie.

W 1974 roku ukończył studia na PWST w Warszawie. 3 października tego samego roku miał miejsce jego debiut teatralny. Występował na scenach następujących teatrów:
- Teatr Lubuski w Zielonej Górze (1974–1976)
- Teatr Na Targówku (Warszawa, 1976–1978)
- Teatr Rozmaitości w Warszawie (1978–1982)
- Teatr Narodowy w Warszawie (1982–1986)
- Teatr Zwyczajny w Warszawie (1986–1989)

Od późnych lat 80. Brzeski porzucił scenę teatralną na rzecz piosenki aktorskiej. Współpracował z rozrywkowymi audycjami Programu III PR (m.in. B.A.R. i Powtórka z rozrywki), dla których napisał i wykonał kilkaset piosenek, a także monologi i mini-słuchowiska.
Swoje piosenki wykonywał na recitalach w towarzystwie muzyka Mirosława Kozaka, związanego z zespołem Bukanierzy. Jest również autorem piosenek dla innych wykonawców (m.in. dla Edyty Geppert, Maryli Rodowicz, Krystyny Tkacz), sporadycznie pojawiał się też w filmie.

## Dyskografia
- Tamte Panienki – 2010

## Filmografia
- 1979: Skradziona kolekcja jako Paweł Powsiński, mąż Janki
- 1980: W biały dzień jako ksiądz w drukarni
- 1980: Miś jako kolega Palucha pijący z nim piwo w barze z wybitą szybą
- 1980: Dom jako żołnierz z wezwaniem dla Andrzeja (odc. 4)
- 1980: Dom jako Obsada aktorska (odc. 6)
- 1983: Alternatywy 4 jako kolega z pracy Dionizego Cichockiego (odc. 3)
- 1984: Pan na Żuławach jako pielęgniarz (odc. 10)
- 1985: Dziewczęta z Nowolipek jako urzędnik przyprowadzający Bronkę do Różyckiego
- 1990: Prominent jako mężczyzna zapowiadający przybycie Słowaka na przyjęcie z okazji jego urodzin
- 1991: Koniec gry jako prowadzący spotkanie z działaczami Polskiej Partii Postępu
- 1993: Kuchnia polska jako Karpiński, członek kierownictwa MSW (odc. 5)
- 1995: Wielki tydzień jako szef Maleckiego
- 1995: Sukces jako kelner Edzio obsługujący przyjęcie u Skarbków (odc. 6)
- 1995: Spółka rodzinna jako rozwodnik, klient Derki (odc. 18)
- 1996: Ekstradycja 2 jako minister (odc. 9)
- 1999–2000, 2003–2005: Złotopolscy jako Mieczysław Bolesław Dąbek, były SB-ek
- 1999–2000: Czułość i kłamstwa jako Jerzy Bogucki, dyrektor Kliniki Chirurgii Urazowej
- 2000: Lokatorzy jako Józef Traczyk, dyrektor Jacka (odc. 32)
- 2000: Dom jako dyrektor liceum Krzyśka Talara (odc. 24)
- 2001: Plebania jako Pawłowski, adwokat z urzędu reprezentujący Krystynę (odc. 65)
- 2001: Marszałek Piłsudski jako Obsada aktorska (odc. 5)
- 2002: Wiedźmin jako mężczyzna w karczmie (odc. 3)
- 2002: M jak miłość jako portier w schronisku młodzieżowym (odc. 75)
- 2002: Lokatorzy jako Józef Traczyk, dyrektor Jacka
- 2002: Buła i spóła jako Muchowicz (odc. 36)
- 2002–2010: Samo życie jako doktor Bielawski
- 2003: Psie serce jako sprzedawca w sklepie zoologicznym
- 2003: Pogoda na jutro jako brat Nikodem
- 2003: Na Wspólnej jako Jan Kawecki, przedstawiciel inwestora (odc. 159 i 161)
- 2004–2005: Pensjonat pod Różą jako Wilk, dyrektor szkoły
- 2004: Kryminalni jako Stefan Wijas (odc. 10)
- 2004: Daleko od noszy jako właściciel firmy pogrzebowej „Najwyższy czas” (odc. 23)
- 2005: Podróż Niny jako Artur Rajmic
- 2005–2006: Magda M. jako adwokat Dołkiewicz (odc. 8 i 15)
- 2005: Daleko od noszy jako komornik (odc. 69)
- 2007–2009: Niania jako ksiądz
- 2008: Na dobre i na złe jako inspektor Andrzej Szczygło (odc. 319)
- 2008: Glina jako dyrektor administracyjny szpitala (odc. 21)
- 2011: Usta usta jako ksiądz (odc. 34)
- 2011: Ojciec Mateusz jako przeor klasztoru (odc. 69)
- 2011: Czas honoru jako mechanik (odc. 51)
- 2013: Przyjaciółki jako kelner (odc. 26)
- 2014: Prawo Agaty jako ginekolog (odc. 69 i 70)
- 2014: Obywatel jako profesor Ciecierko